# Tritó (mitologia)

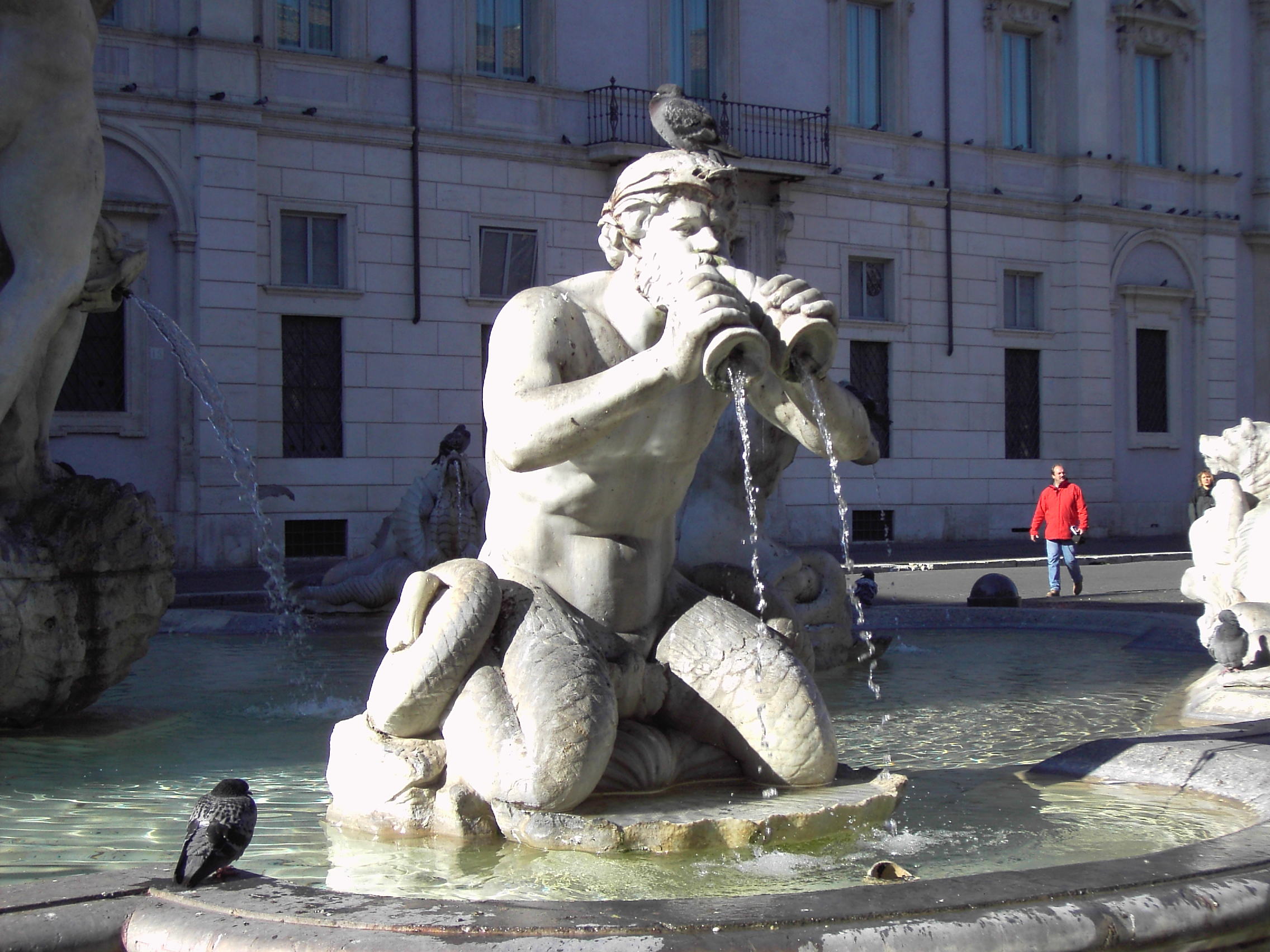
Estàtua de Tritó a la Fontana del Moro (Piazza Navona, Roma, Itàlia).

Tritó (en grec antic: Τρίτων) va ser, segons la mitologia grega, un déu marí, fill de Posidó i d'Amfitrite. És un déu anàleg a Nereu, Glauc, Forcis, i altres divinitats marines. La seva germana és la nimfa Rode.
Al principi era una personificació de la remor de les onades, que provocava bufant una closca de caragol de mar. De vegades, a les llegendes tardanes, se'l considera déu de la llacuna Tritònida, a Líbia, i en aquest cas és pare de Pal·las, companya de jocs d'Atena. Una altra filla seva era Tritea, sacerdotessa d'Atena i estimada per Ares, i que va tenir amb ell un fill, Melanip. Els antics imaginaven Tritó com un home barbat, de pell blava, amb una cua de peix a partir de la cintura.
Es diu que Tritó va participar en l'expedició dels argonautes. Va ser ell qui, amb l'aspecte d'Eurípil, va donar un grapat de terra a Eufem com a mostra d'hospitalitat, i va indicar als navegants la ruta a seguir per arribar al Mediterrani.
Una llegenda local de Beòcia deia que a Tanagra, durant una festa dedicada a Dionís, les dones del país es banyaven en un llac i Tritó les va escometre. Van pregar l'ajuda de Dionís, que les va escoltar i va fer fugir Tritó. També es deia que Tritó s'enduia els ramats de les ribes d'aquell llac, fins que un dia es va sentir atret per l'olor de vi que sortia d'una gerra abandonada. El déu en va beure i va quedar adormit, i d'aquesta manera el van poder matar a cops de destral. Així s'explicava la victòria de Dionís sobre Tritó.
Unint-se a diferents nimfes marines, engendrà tota una estirp de tritons que heretaren les característiques del pare, amb cua de peix i tocant els caragols com a trompetes i que formaven part del seguici de Posidó.